# يوليوس أفريكانوس
سكستوس يوليوس أفريكانوس (مؤرخ مسيحي) (من مواليد القرن الثاني وتوفى في حوالي 250 م ) يعرف بأنه أول مؤرخ انتج التسلسل الزمني العالمي، بعض الأدلة تشير على أنه من اصول رومانية ولكنه يدعي بأنه من مواليد القدس.

## سيرته
لا يوجد تواريخ مؤكدة عن حياته أو أماكن عيشه ولكن اغلب العلماء قالوا أنه عاش في أفريقيا وأسيا وقد سافر إلى إيطاليا ومصر ثم استقر فترة طويلة في عمواس، في فلسطين، حيث شغل منصب المحافظ. كان اسمه السفير الإقليمية إلى روما حوالي 222، عندما أصبح ربيبا الإمبراطور سيفيروس ألكسندر.

## أعماله
كتب تاريخ العالم (Chronographiai، في خمسة مجلدات ) من بدء الخلق إلى العام 221 م، وتغطي، وفقا لحساب له، و5723 سنة. وقال انه يحسب الفترة ما بين الخلق وظهور يسوع.

## وصلات دأخلية
1. مقالة عنه في ويكيبيديا الإنجليزية

## روابط خارجية
- يوليوس أفريكانوس على موقع الموسوعة البريطانية (الإنجليزية)